# Trattato di Londra (1949)
Il trattato di Londra fu stipulato il 5 maggio 1949 e istituì il Consiglio d'Europa, dopo le decisioni prese durante il congresso dell'Aia (1948). È conosciuto come lo Statuto del Consiglio d'Europa.

## Storia
Il trattato è entrato in vigore il 3 agosto 1949. I 10 stati che lo ratificarono sono:
- Belgio;
- Danimarca;
- Francia;
- Regno Unito;
- Irlanda;
- Italia;
- Lussemburgo;
- Paesi Bassi;
- Norvegia;
- Svezia.

Ernest Bevin, in qualità di segretario di stato per gli affari esteri britannico pronunciò il discorso d'apertura, all'occasione della firma del trattato.

## Contenuto
Il trattato definisce gli scopi del Consiglio d'Europa, ne stabilisce gli organi, fissa la sede del Consiglio a Strasburgo.
Il trattato è stato scritto in inglese e in francese, le due lingue ufficiali del consiglio, ed è stato depositato negli archivi del governo del Regno Unito, il quale ne ha trasmesso delle copie certificate conformi ai governi firmatari. 

## Adesioni
Al 2011 è stato ratificato complessivamente da 47 stati europei.